# Bataille du bois des Héros
 (octobre 2012).
Si vous disposez d'ouvrages ou d'articles de référence ou si vous connaissez des sites web de qualité traitant du thème abordé ici, merci de compléter l'article en donnant les références utiles à sa vérifiabilité et en les liant à la section « Notes et références ».
La bataille du bois des Héros est un combat de faible importance, qui oppose les Francs à une armée sarrasine. Cette dernière est comptée dans les Chroniques de Saint-Denis. Le bois des héros est situé dans la commune de Port-d'Envaux.

## Contexte
La marche d'Espagne suscite des réactions d'Aigoland, chef des Sarrasins dont vingt rois sont ses vassaux. Aigoland extirpe le christianisme d'Espagne et s'empare du château d'Agen. Toutefois Charlemagne après un siège de six mois entre dans Agen et fait fuir Aigoland à Saintes, qui était aux mains des Sarrasins. L'émir Aigolland et ses troupes réfugiées sous les murs de Saintes, refoulent les Francs sur la rive gauche de la Charente.

## Déroulement
En l'an 800, Charlemagne défit les Sarrazins dans le bois des héros, entre Saintes et le castel de Taillebourg
- Chroniques de Saint-Denis -

Les Francs de Charlemagne, entre Saintes et Taillebourg dans le Bois des Héros, leur inflige une défaite.
Là fichèrent aucuns leurs lances en terre devant les tentes. Le lendemain les trouvèrent reprises et pleines d'écorces et de feuilles ceux tant seulement qui pour l'amour de Jésus-Christ devaient mourir et recevoir-martyre en cette bataille. Ceux qui leurs lances virent feuillues reprises furent moult liés de ce miracle, maintenant les coupèrent près de terre tous ensemble, se mirent dans une eschialle (bataillon) et se férirent les premiers en la bataille, moult de Sarrazins occirent, mais à la parfin moururent en la bataille, martyrs pour l'amour de Notre-Seigneur.
Chroniques de Saint-Denis, Edition Paulin Paris.
Le cheval de Charlemagne fut tué au cours de la bataille, tandis que les Sarrasins affaiblis par leurs pertes cherche à fuir. Le roi d'Algarbie et le roi de Bougie sont tués.  Aigoland s'enfuit jusqu'à Pampelune. L'empereur envoie depuis Saintes un message au pape afin de lui demander d'envoyer des troupes en Espagne.

## Sources et critiques
L'essentiel des sources sont la chanson de geste d'Aspremont, les Chroniques de Saint-Denis, la Chanson de Roland ainsi que les Chroniques du Pseudo-Turpin. La Chanson d'Aspremont se ponctue sur la mort de Jaumont, fils d'Aigoland, sous les coups de Durandal, l'épée de Roland. Toutefois Roland meurt en en 778 à la Bataille de Roncevaux, or Jaumont est averti de la défaite du bois des Héros par son père dans d'autres sources, ce qui implique une confusion éventuelle de date pour la bataille du bois des Héros. 
Le comte Théophile de Brémond d'Ars dans une brochure s'intéresse à démontrer une erreur au sujet du lieu de la bataille. Selon lui, le bois des Héros porte ce nom, après une déformation, car ses anciens propriétaires s'appelaient Héraud. On peut également citer l'exemple de Robert Colle, qui considère qu'il s'agit d'une erreur d'orthographe, il s'agit selon lui du bois des Aireaux, soit des terrains vagues. 